# Hideaway
Hideaway – miasto w Stanach Zjednoczonych, w stanie Teksas, w hrabstwie Smith.